# Łastówki
Łastówki (ukr. Ластівка) – wieś na Ukrainie, w obwodzie lwowskim, w rejonie drohobyckim (do 2020 roku w rejonie turczańskim) nad Stryjem. Liczy około 802 mieszkańców. Pierwsze wzmianki o wsi pochodzą z 1738.
Wieś prawa wołoskiego, położona była w drugiej połowie XV wieku w ziemi przemyskiej województwa ruskiego. W 1921 liczyła około 1329 mieszkańców. Przed II wojną światową w granicach Polski, wchodziła w skład powiatu drohobyckiego województwa lwowskiego.
Latem 1941, po ataku III Rzeszy na ZSRR, zamordowano tutaj wszystkich żydowskich mieszkańców. W latach 1943-1945 nacjonaliści ukraińscy z OUN-UPA zamordowali tutaj 23 Polaków.

## Ważniejsze obiekty
- Cerkiew greckokatolicka z 1864 r.